# Interlands Deens voetbalelftal 1908-1919
Deze pagina toont een chronologisch en gedetailleerd overzicht van de interlands die het Deens voetbalelftal heeft gespeeld in de periode 1908 – 1919.

## Interlands

### 1908
| Olympische Spelen 1908 |
| ---------------------- |

|                                                                                 | |       |           |                                                                                  |
| 19 oktober Olympische Spelen Kwartfinale № 1 «onderlinge duels» 15:00 uur (UTC) | Denemarken                                                                                           | 9 – 0 | Frankrijk | White City Stadium, Londen Toeschouwers: 2.000 Scheidsrechter: Thomas Kyle (ENG) |
| 19 oktober Olympische Spelen Kwartfinale № 1 «onderlinge duels» 15:00 uur (UTC) | Nils Middelboe 10', 50' Vilhelm Wolfhagen 15', 17', 67', 72' Harald Bohr 25', 46' Sophus Nielsen 78' |       |           | White City Stadium, Londen Toeschouwers: 2.000 Scheidsrechter: Thomas Kyle (ENG) |

|                                                                                  | |        |                     |                                                                                   |
| 22 oktober Olympische Spelen Halve finale № 2 «onderlinge duels» 15:00 uur (UTC) | Denemarken | 17 – 1 | Frankrijk           | White City Stadium, Londen Toeschouwers: 1.000 Scheidsrechter: Tom Campbell (ENG) |
| 22 oktober Olympische Spelen Halve finale № 2 «onderlinge duels» 15:00 uur (UTC) | Sophus Nielsen 3', 4', 7', 39', 46', 48', 52', 64', 66', 76' August Lindgren 18', 37' Vilhelm Wolfhagen 60', 72', 82', 89' Nils Middelboe 68' |        | 16' Émile Sartorius | White City Stadium, Londen Toeschouwers: 1.000 Scheidsrechter: Tom Campbell (ENG) |

|                                                         |                          |       |            |                                                                                 |
| 24 oktober Olympische Spelen Finale № 3 15:00 uur (UTC) | Groot-Brittannië         | 2 – 0 | Denemarken | White City Stadium, Londen Toeschouwers: 8.000 Scheidsrechter: John Lewis (ENG) |
| 24 oktober Olympische Spelen Finale № 3 15:00 uur (UTC) | Chapman 20' Woodward 46' |       |            | White City Stadium, Londen Toeschouwers: 8.000 Scheidsrechter: John Lewis (ENG) |

|  |  |  |  |  |  |  |  |  |

### 1910
|                                                                  |                                           |       |          |                                                                                                 |
| 5 mei Vriendschappelijk № 4 «onderlinge duels» 13:30 uur (UTC+1) | Denemarken                                | 2 – 1 | Engeland | K.B.'s bane ved Skt. Markus, Kopenhagen Toeschouwers: 7.000 Scheidsrechter: Jacky Pearson (ENG) |
| 5 mei Vriendschappelijk № 4 «onderlinge duels» 13:30 uur (UTC+1) | August Lindgren 10' Vilhelm Wolfhagen 75' |       |          | K.B.'s bane ved Skt. Markus, Kopenhagen Toeschouwers: 7.000 Scheidsrechter: Jacky Pearson (ENG) |

### 1911
|                                                                     |          |       |            |                                                                                           |
| 21 oktober Vriendschappelijk № 5 «onderlinge duels» 15:00 uur (UTC) | Engeland | 3 – 0 | Denemarken | Park Royal Stadium, Londen Toeschouwers: 2.900 Scheidsrechter: Christiaan Groothoff (NED) |
| 21 oktober Vriendschappelijk № 5 «onderlinge duels» 15:00 uur (UTC) | ?        |       |            | Park Royal Stadium, Londen Toeschouwers: 2.900 Scheidsrechter: Christiaan Groothoff (NED) |

### 1912
| Olympische Spelen 1912 |
| ---------------------- |

|                                                                                | |       |           |                                                                         |
| 30 juni Olympische Spelen Kwartfinale № 6 «onderlinge duels» 16:30 uur (UTC+1) | Denemarken                                                                                               | 7 – 0 | Noorwegen | Råsunda IP, Solna Toeschouwers: 700 Scheidsrechter: Ruben Gelbord (SWE) |
| 30 juni Olympische Spelen Kwartfinale № 6 «onderlinge duels» 16:30 uur (UTC+1) | Anthon Olsen 4', 70', 88' Vilhelm Wolfhagen 25' Nils Middelboe 37' Sophus Nielsen 60' Sophus Nielsen 85' |       |           | Råsunda IP, Solna Toeschouwers: 700 Scheidsrechter: Ruben Gelbord (SWE) |

|                                                                                |                                                          |       |                          |                                                                                    |
| 2 juli Olympische Spelen Halve finale № 7 «onderlinge duels» 19:00 uur (UTC+1) | Denemarken                                               | 4 – 1 | Nederland                | Olympisch Stadion, Stockholm Toeschouwers: 6.000 Scheidsrechter: Ede Herczog (HUN) |
| 2 juli Olympische Spelen Halve finale № 7 «onderlinge duels» 19:00 uur (UTC+1) | Emil Jørgensen 7' Anthon Olsen 14', 87' Poul Nielsen 37' |       | 85' (e.d.) Harald Hansen | Olympisch Stadion, Stockholm Toeschouwers: 6.000 Scheidsrechter: Ede Herczog (HUN) |

|                                                       |                                   |       |                                                          |                                                                                              |
| 4 juli Olympische Spelen Finale № 8 19:00 uur (UTC+1) | Denemarken                        | 2 – 4 | Groot-Brittannië                                         | Olympisch Stadion, Stockholm Toeschouwers: 25.000 Scheidsrechter: Christiaan Groothoff (NED) |
| 4 juli Olympische Spelen Finale № 8 19:00 uur (UTC+1) | Anthon Olsen 27' Anthon Olsen 81' |       | 22', 41' Gordon Hoare 10' Harold Walden 43' Arthur Berry | Olympisch Stadion, Stockholm Toeschouwers: 25.000 Scheidsrechter: Christiaan Groothoff (NED) |

|  |  |  |  |  |  |  |  |  |

### 1913
|                                                                      |                                       |       |                 |                                                                                              |
| 6 oktober Vriendschappelijk № 9 «onderlinge duels» 14:00 uur (UTC+1) | Denemarken                            | 3 – 1 | Duitsland       | Københavns Idrætspark, Denemarken Toeschouwers: 10.000 Scheidsrechter: Herbert Willing (NED) |
| 6 oktober Vriendschappelijk № 9 «onderlinge duels» 14:00 uur (UTC+1) | Nils Middelboe 22', 67' Alf Olsen 55' |       | 85' Adolf Jäger | Københavns Idrætspark, Denemarken Toeschouwers: 10.000 Scheidsrechter: Herbert Willing (NED) |

|                                                                    | |       |        |                                                                                                   |
| 25 mei Vriendschappelijk № 10 «onderlinge duels» 13:30 uur (UTC+1) | Denemarken | 8 – 0 | Zweden | Københavns Idrætspark, Denemarken Toeschouwers: 8.000 Scheidsrechter: Albert Meerum Terwogt (NED) |
| 25 mei Vriendschappelijk № 10 «onderlinge duels» 13:30 uur (UTC+1) | Kristian Gyldenstein 17', 56', 61' Anthon Olsen 20', 44' Vilhelm Wolfhagen 39' Poul Nielsen 53' Nils Middelboe 57' |       |        | Københavns Idrætspark, Denemarken Toeschouwers: 8.000 Scheidsrechter: Albert Meerum Terwogt (NED) |

|                                                                       |        |                                                                                           |            |                                                                                      |
| 5 oktober Vriendschappelijk № 11 «onderlinge duels» 13:30 uur (UTC+1) | Zweden | 0 – 10                                                                                    | Denemarken | Olympisch Stadion, Stockholm Toeschouwers: 8.000 Scheidsrechter: George Miller (ENG) |
| 5 oktober Vriendschappelijk № 11 «onderlinge duels» 13:30 uur (UTC+1) |        | 5', 10', 29', 47', 50', 53' Poul Nielsen 40', 70' Sven Knudsen 63', 85' Vilhelm Wolfhagen |            | Olympisch Stadion, Stockholm Toeschouwers: 8.000 Scheidsrechter: George Miller (ENG) |

### 1914
|                                                                        |                 |       |                               |                                                                                      |
| 26 oktober Vriendschappelijk № 12 «onderlinge duels» 15:00 uur (UTC+1) | Duitsland       | 1 – 4 | Denemarken                    | Stadion Hoheluft, Hamburg Toeschouwers: 15.000 Scheidsrechter: Herbert Willing (NED) |
| 26 oktober Vriendschappelijk № 12 «onderlinge duels» 15:00 uur (UTC+1) | Adolf Jäger 55' |       | 5', 7', 42', 87' Poul Nielsen | Stadion Hoheluft, Hamburg Toeschouwers: 15.000 Scheidsrechter: Herbert Willing (NED) |

|                                                                    |                                               |       |                                           |                                                                                            |
| 17 mei Vriendschappelijk № 13 «onderlinge duels» 13:30 uur (UTC+1) | Denemarken                                    | 4 – 3 | Nederland                                 | Københavns Idrætspark, Kopenhagen Toeschouwers: 13.000 Scheidsrechter: Jack Howcroft (ENG) |
| 17 mei Vriendschappelijk № 13 «onderlinge duels» 13:30 uur (UTC+1) | Poul Nielsen 20', 63', 69' Sophus Nielsen 68' |       | 11', 34' Wout Buitenweg 33' Huug de Groot | Københavns Idrætspark, Kopenhagen Toeschouwers: 13.000 Scheidsrechter: Jack Howcroft (ENG) |

### 1915
|                                                                    |                                                      |       |          |                                                                                              |
| 5 juni Vriendschappelijk № 14 «onderlinge duels» 15:00 uur (UTC+1) | Denemarken                                           | 3 – 0 | Engeland | Københavns Idrætspark, Kopenhagen Toeschouwers: 18.500 Scheidsrechter: Herbert Willing (NED) |
| 5 juni Vriendschappelijk № 14 «onderlinge duels» 15:00 uur (UTC+1) | Sven Knudsen 20' Sophus Nielsen 43' Poul Nielsen 71' |       |          | Københavns Idrætspark, Kopenhagen Toeschouwers: 18.500 Scheidsrechter: Herbert Willing (NED) |

|                                                                    |                                   |       |        |                                                                                           |
| 6 juni Vriendschappelijk № 15 «onderlinge duels» 13:30 uur (UTC+1) | Denemarken                        | 2 – 0 | Zweden | Københavns Idrætspark, Kopenhagen Toeschouwers: 11.000 Scheidsrechter: Herman Tromp (NED) |
| 6 juni Vriendschappelijk № 15 «onderlinge duels» 13:30 uur (UTC+1) | Anthon Olsen 47' Poul Nielsen 62' |       |        | Københavns Idrætspark, Kopenhagen Toeschouwers: 11.000 Scheidsrechter: Herman Tromp (NED) |

|                                                                          |                                                                                                   |       |                             |                                                                                         |
| 19 september Vriendschappelijk № 16 «onderlinge duels» 13:30 uur (UTC+1) | Denemarken                                                                                        | 8 – 1 | Noorwegen                   | Københavns Idrætspark, Kopenhagen Toeschouwers: 5.000 Scheidsrechter: Erik Alstam (SWE) |
| 19 september Vriendschappelijk № 16 «onderlinge duels» 13:30 uur (UTC+1) | Poul Nielsen 23', 37', 71' Anthon Olsen 28', 65', 77' Michael Rohde 53' Svend Castella 80' (pen.) |       | 20' Halfdan Ditlev-Simonsen | Københavns Idrætspark, Kopenhagen Toeschouwers: 5.000 Scheidsrechter: Erik Alstam (SWE) |

### 1916
|                                                                        |        |                                   |            |                                                                                               |
| 31 oktober Vriendschappelijk № 17 «onderlinge duels» 13:30 uur (UTC+1) | Zweden | 0 – 2                             | Denemarken | Olympisch Stadion, Stockholm Toeschouwers: 15.000 Scheidsrechter: Albert Meerum Terwogt (NED) |
| 31 oktober Vriendschappelijk № 17 «onderlinge duels» 13:30 uur (UTC+1) |        | 4' Poul Nielsen 30' Michael Rohde |            | Olympisch Stadion, Stockholm Toeschouwers: 15.000 Scheidsrechter: Albert Meerum Terwogt (NED) |

|                                                                    |                       |       |        |                                                                                           |
| 4 juni Vriendschappelijk № 18 «onderlinge duels» 13:30 uur (UTC+2) | Denemarken            | 2 – 0 | Zweden | Københavns Idrætspark, Kopenhagen Toeschouwers: 20.000 Scheidsrechter: Herman Tromp (NED) |
| 4 juni Vriendschappelijk № 18 «onderlinge duels» 13:30 uur (UTC+2) | Poul Nielsen 19', 48' |       |        | Københavns Idrætspark, Kopenhagen Toeschouwers: 20.000 Scheidsrechter: Herman Tromp (NED) |

|                                                                     |           |                        |            |                                                                             |
| 25 juni Vriendschappelijk № 19 «onderlinge duels» 13:00 uur (UTC+2) | Noorwegen | 0 – 2                  | Denemarken | Frognerstadion, Oslo Toeschouwers: 12.000 Scheidsrechter: Erik Alstam (SWE) |
| 25 juni Vriendschappelijk № 19 «onderlinge duels» 13:00 uur (UTC+2) |           | 75', 82' Michael Rohde |            | Frognerstadion, Oslo Toeschouwers: 12.000 Scheidsrechter: Erik Alstam (SWE) |

|                                                                       |                                                                             |       |            |                                                                                               |
| 8 oktober Vriendschappelijk № 20 «onderlinge duels» 14:00 uur (UTC+1) | Zweden                                                                      | 4 – 0 | Denemarken | Olympisch Stadion, Stockholm Toeschouwers: 18.000 Scheidsrechter: Albert Meerum Terwogt (NED) |
| 8 oktober Vriendschappelijk № 20 «onderlinge duels» 14:00 uur (UTC+1) | Karl Karlstrand 3' Karl Gustafsson 28' Ivar Svensson 49' Karl Bergström 75' |       |            | Olympisch Stadion, Stockholm Toeschouwers: 18.000 Scheidsrechter: Albert Meerum Terwogt (NED) |

### 1917
|                                                                        |                                                                             |       |           |                                                                                          |
| 15 oktober Vriendschappelijk № 21 «onderlinge duels» 13:30 uur (UTC+1) | Denemarken                                                                  | 8 – 0 | Noorwegen | Københavns Idrætspark, Kopenhagen Toeschouwers: 10.000 Scheidsrechter: Erik Alstam (SWE) |
| 15 oktober Vriendschappelijk № 21 «onderlinge duels» 13:30 uur (UTC+1) | Michael Rohde 2', 10', 57' Anthon Olsen 12' Poul Nielsen 25', 40', 47', 70' |       |           | Københavns Idrætspark, Kopenhagen Toeschouwers: 10.000 Scheidsrechter: Erik Alstam (SWE) |

|                                                                    |                    |       |                    |                                                                                                  |
| 3 juni Vriendschappelijk № 22 «onderlinge duels» 13:30 uur (UTC+1) | Denemarken         | 1 – 1 | Zweden             | Københavns Idrætspark, Kopenhagen Toeschouwers: 25.000 Scheidsrechter: Hagbard Vestergaard (DEN) |
| 3 juni Vriendschappelijk № 22 «onderlinge duels» 13:30 uur (UTC+1) | Sophus Nielsen 68' |       | 43' Erik Börjesson | Københavns Idrætspark, Kopenhagen Toeschouwers: 25.000 Scheidsrechter: Hagbard Vestergaard (DEN) |

|                                                                     |                     |       |                                            |                                                                              |
| 17 juni Vriendschappelijk № 23 «onderlinge duels» 18:00 uur (UTC+1) | Noorwegen           | 1 – 2 | Denemarken                                 | Frognerstadion, Oslo Toeschouwers: 12.000 Scheidsrechter: Ernst Albihn (SWE) |
| 17 juni Vriendschappelijk № 23 «onderlinge duels» 18:00 uur (UTC+1) | Johnny Helgesen 80' |       | 70' Alf Olsen Vilhelm Wolfhagen 85' (pen.) | Frognerstadion, Oslo Toeschouwers: 12.000 Scheidsrechter: Ernst Albihn (SWE) |

|                                                                       | |        |           |                                                                                           |
| 7 oktober Vriendschappelijk № 24 «onderlinge duels» 13:30 uur (UTC+1) | Denemarken | 12 – 0 | Noorwegen | Københavns Idrætspark, Kopenhagen Toeschouwers: 15.000 Scheidsrechter: Ernst Albihn (SWE) |
| 7 oktober Vriendschappelijk № 24 «onderlinge duels» 13:30 uur (UTC+1) | Michael Rohde 5', 28' Victor Klein 9', 13', 25' Paul Berth 68' Poul Nielsen 71', 75', 77', 78', 81' Alf Olsen 83' |        |           | Københavns Idrætspark, Kopenhagen Toeschouwers: 15.000 Scheidsrechter: Ernst Albihn (SWE) |

### 1918
|                                                                        |                     |       |                                     |                                                                                               |
| 14 oktober Vriendschappelijk № 25 «onderlinge duels» 14:00 uur (UTC+1) | Zweden              | 1 – 2 | Denemarken                          | Olympisch Stadion, Stockholm Toeschouwers: 20.000 Scheidsrechter: Albert Meerum Terwogt (NED) |
| 14 oktober Vriendschappelijk № 25 «onderlinge duels» 14:00 uur (UTC+1) | Karl Gustafsson 47' |       | 20' Alf Olsen 79' Christian Grøthan | Olympisch Stadion, Stockholm Toeschouwers: 20.000 Scheidsrechter: Albert Meerum Terwogt (NED) |

|                                                                    |                                                 |       |        |                                                                                           |
| 2 juni Vriendschappelijk № 26 «onderlinge duels» 13:30 uur (UTC+1) | Denemarken                                      | 3 – 0 | Zweden | Københavns Idrætspark, Kopenhagen Toeschouwers: 22.000 Scheidsrechter: Per Andersen (NOR) |
| 2 juni Vriendschappelijk № 26 «onderlinge duels» 13:30 uur (UTC+1) | Carl Hansen 27', 52' Bruno Lindström 74' (e.d.) |       |        | Københavns Idrætspark, Kopenhagen Toeschouwers: 22.000 Scheidsrechter: Per Andersen (NOR) |

|                                                                     |                                                         |       |                       |                                                                              |
| 16 juni Vriendschappelijk № 27 «onderlinge duels» 18:00 uur (UTC+1) | Noorwegen                                               | 3 – 1 | Denemarken            | Frognerstadion, Oslo Toeschouwers: 12.000 Scheidsrechter: Ernst Albihn (SWE) |
| 16 juni Vriendschappelijk № 27 «onderlinge duels» 18:00 uur (UTC+1) | Per Helsing 25' Johnny Helgesen 26' Einar Gundersen 70' |       | 88' Christian Grøthan | Frognerstadion, Oslo Toeschouwers: 12.000 Scheidsrechter: Ernst Albihn (SWE) |

|                                                                       |                                                                         |       |           |                                                                                           |
| 6 oktober Vriendschappelijk № 28 «onderlinge duels» 13:30 uur (UTC+1) | Denemarken                                                              | 4 – 0 | Noorwegen | Københavns Idrætspark, Kopenhagen Toeschouwers: 13.000 Scheidsrechter: Ernst Albihn (SWE) |
| 6 oktober Vriendschappelijk № 28 «onderlinge duels» 13:30 uur (UTC+1) | Carl Hansen 19' Steen Blicher 24' (pen.) Alf Olsen 49' Poul Nielsen 82' |       |           | Københavns Idrætspark, Kopenhagen Toeschouwers: 13.000 Scheidsrechter: Ernst Albihn (SWE) |

|                                                                        |                |       |                                      |                                                                          |
| 20 oktober Vriendschappelijk № 29 «onderlinge duels» 13:00 uur (UTC+1) | Zweden         | 1 – 2 | Denemarken                           | Ullevi, Göteborg Toeschouwers: 10.960 Scheidsrechter: Per Andersen (NOR) |
| 20 oktober Vriendschappelijk № 29 «onderlinge duels» 13:00 uur (UTC+1) | Erik Hjelm 54' |       | 34' Valdemar Laursen 81' Gunnar Aaby | Ullevi, Göteborg Toeschouwers: 10.960 Scheidsrechter: Per Andersen (NOR) |

### 1919
|                                                                    |                                               |       |        |                                                                                        |
| 5 juni Vriendschappelijk № 30 «onderlinge duels» 14:00 uur (UTC+1) | Denemarken                                    | 3 – 0 | Zweden | Københavns Idrætspark, Kopenhagen Toeschouwers: .000 Scheidsrechter: Job Mutters (NED) |
| 5 juni Vriendschappelijk № 30 «onderlinge duels» 14:00 uur (UTC+1) | Poul Nielsen 8', 60' Samuel Thorsteinsson 34' |       |        | Københavns Idrætspark, Kopenhagen Toeschouwers: .000 Scheidsrechter: Job Mutters (NED) |

|                                                                     |                                                   |       |                            |                                                                                           |
| 12 juni Vriendschappelijk № 31 «onderlinge duels» 19:00 uur (UTC+1) | Denemarken                                        | 5 – 1 | Noorwegen                  | Københavns Idrætspark, Kopenhagen Toeschouwers: 15.000 Scheidsrechter: Ernst Albihn (SWE) |
| 12 juni Vriendschappelijk № 31 «onderlinge duels» 19:00 uur (UTC+1) | Poul Nielsen 24', 42', 59' Michael Rohde 27', 35' |       | 12' (pen.) Johnny Helgesen | Københavns Idrætspark, Kopenhagen Toeschouwers: 15.000 Scheidsrechter: Ernst Albihn (SWE) |

|                                                                          |                                              |       |                       |                                                                          |
| 21 september Vriendschappelijk № 32 «onderlinge duels» 13:00 uur (UTC+1) | Noorwegen                                    | 3 – 2 | Denemarken            | Gressbanen, Oslo Toeschouwers: 12.000 Scheidsrechter: Ernst Albihn (SWE) |
| 21 september Vriendschappelijk № 32 «onderlinge duels» 13:00 uur (UTC+1) | Einar Gundersen 11', 82' Johnny Helgesen 77' |       | 18', 72' Poul Nielsen | Gressbanen, Oslo Toeschouwers: 12.000 Scheidsrechter: Ernst Albihn (SWE) |

|                                                                        |                               |       |            |                                                                                       |
| 12 oktober Vriendschappelijk № 33 «onderlinge duels» 13:30 uur (UTC+1) | Zweden                        | 3 – 0 | Denemarken | Olympisch Stadion, Stockholm Toeschouwers: 18.663 Scheidsrechter: Jack Howcroft (ENG) |
| 12 oktober Vriendschappelijk № 33 «onderlinge duels» 13:30 uur (UTC+1) | Herbert Carlsson 2', 35', 88' |       |            | Olympisch Stadion, Stockholm Toeschouwers: 18.663 Scheidsrechter: Jack Howcroft (ENG) |

België · Bohemen · Denemarken · Duitsland · Engeland · Finland · Frankrijk · Hongarije · Ierland · Italië · Luxemburg · Nederland · Noorwegen · Oostenrijk · Rusland · Schotland · Wales · Zweden · Zwitserland
DBU · A-internationals · Selecties · Bondscoaches · Deens vrouwenelftal · Olympisch elftal · Denemarken U21 · Denemarken U20 · Denemarken U19 · Denemarken U18 · Denemarken U17 · Denemarken U16 · Vrouwen U17
1908 – 1919 ·
1920 – 1929 ·
1930 – 1939 ·
1940 – 1949 ·
1950 – 1959 ·
1960 – 1969 ·
1970 – 1979 ·
1980 – 1989 ·
1990 – 1999 ·
2000 – 2009 ·
2010 – 2019 ·
2020 − 2029
EK's: 1964 · 
1984 · 
1988 · 
1992 · 
1996 · 
2000 · 
2004 · 
2012 · 
2020 · 
2024
WK's: 1986 · 
1998 · 
2002 · 
2010 · 
2018 · 
2022
OS: 1908 · 
1912 · 
1920 · 
1948 · 
1952 · 
1960 · 
1972 · 
1992 · 
2016
1908 · 
1909 · 
1910 · 
1911 · 
1912 · 
1913 · 
1914 · 
1915 · 
1916 · 
1917 · 
1918 · 
1919 · 
1920 · 
1921 · 
1922 · 
1923 · 
1924 · 
1925 · 
1926 · 
1927 · 
1928 · 
1929 · 
1930 · 
1931 · 
1932 · 
1933 · 
1934 · 
1935 · 
1936 · 
1937 · 
1938 · 
1939 · 
1940 · 
1941 · 
1942 · 
1943 · 
1944 · 
1946 · 
1947 · 
1948 · 
1949 · 
1950 · 
1952 · 
1952 · 
1953 · 
1954 · 
1955 · 
1956 · 
1957 · 
1958 · 
1959 · 
1960 · 
1961 · 
1962 · 
1963 · 
1964 · 
1965 · 
1966 · 
1967 · 
1968 · 
1969 · 
1970 · 
1971 · 
1972 · 
1973 · 
1974 · 
1975 · 
1976 · 
1977 · 
1978 · 
1979 · 
1980 · 
1981 · 
1982 · 
1983 · 
1984 · 
1985 · 
1986 · 
1987 · 
1988 · 
1989 · 
1990 ·
1991 · 
1992 · 
1993 · 
1994 · 
1995 · 
1996 · 
1997 · 
1998 · 
1999 · 
2000 · 
2001 · 
2002 · 
2003 · 
2004 · 
2005 · 
2006 · 
2007 · 
2008 · 
2009 · 
2010 · 
2011 · 
2012 · 
2013 · 
2014 · 
2015 · 
2016 · 
2017 · 
2018 ·
2019 ·
2020 ·
2021 ·
2022 ·
2023
Albanië ·
Algerije ·
Argentinië ·
Armenië ·
Australië ·
België ·
Bermuda ·
Bosnië en Herzegovina · 
Brazilië ·
Bulgarije ·
Canada ·
Chili ·
Cyprus ·
DDR ·
Duitsland ·
Ecuador ·
Egypte ·
Engeland ·
Estland ·
Faeröer · 
Finland · 
Frankrijk ·
Gambia ·
Georgië ·
Ghana ·
Gibraltar ·
GOS ·
Griekenland ·
Honduras ·
Hongarije ·
Hongkong ·
Ierland ·
IJsland ·
Indonesië ·
Iran ·
Israël ·
Italië ·
Japan ·
Joegoslavië ·
Kameroen ·
Kazachstan ·
Kosovo · 
Kroatië · 
Letland ·
Liechtenstein ·
Litouwen ·
Luxemburg ·
Malta ·
Marokko ·
Mexico ·
Moldavië · 
Montenegro · 
Nederland ·
Nederlandse Antillen ·
Nigeria ·
Noord-Ierland ·
Noord-Macedonië ·
Noorwegen ·
Oekraïne ·
Oostenrijk ·
Panama ·
Paraguay ·
Peru ·
Polen ·
Portugal ·
Roemenië ·
Rusland ·
San Marino ·
Saoedi-Arabië ·
Schotland ·
Senegal ·
Servië ·
Singapore ·
Slovenië ·
Slowakije ·
Sovjet-Unie ·
Spanje ·
Suriname ·
Thailand ·
Togo · 
Tsjechië ·
Tsjecho-Slowakije ·
Tunesië · 
Turkije · 
Uruguay ·
Verenigde Arabische Emiraten ·
Verenigde Staten ·
Wales ·
Wit-Rusland ·
Zuid-Afrika ·
Zuid-Korea ·
Zweden ·
Zwitserland
Argentinië (1995) · 
Australië (2018) ·
Australië (2022) · 
België (2021) · 
Duitsland (1992) · 
Duitsland (2012) · 
Engeland (2021) · 
Finland (2021) · 
Frankrijk (2002) · 
Frankrijk (2018) · 
Japan (2010) · 
Kameroen (2010) · 
Kroatië (2018) · 
Nederland (2010) · 
Nederland (2012) · 
Peru (2018) · 
Portugal (2012) · 
Rusland (2021) · 
Senegal (2002) · 
Tsjechië (2021) · 
Uruguay (2002) · 
Wales (2021)